# Camerata Nordica
Camerata Nordica är en svensk kammarorkester. Camerata Nordica är en del av Länsmusiken – Kalmar läns musikstiftelse. Ensemblen har sitt ursprung i Oskarshamnsensemblen, som startades 1974, och har tidigare kallats Kalmar läns Kammarorkester och Camerata Roman. Orkestern har hetat Camerata Nordica sedan 2004. Sedan år 2018 är Camerata Nordicas orkesterchef och konstnärlige ledare Zéphyrin Rey-Bellet. Det är Utmärkande för orkestern att den spelar i camerataform, det vill säga utan dirigent och stående i en tät formation. Orkestern består av såväl tillsvidareanställda som frilansande musiker. Musikerna är handplockade från ensembler och orkestrar hela världen, ofta vinnare av internationella tävlingar.
Bland samarbeten med dirigenter och musiker märks Norbert Brainin, Levon Chilingirian, Philippe Graffin, Giovanni Guzzo, Franz Helmersson, Barnabas Kelemen, Ernst Kovacic, Pekka Kuusisto, Josef Suk, Terje Tønnesen, Ulf Wallin, Antje Weithaas, Kerson Leong, Malin Broman,  m.fl.
Orkestern har spelat in ett 15-tal skivor i eget namn, bland annat musik av Anders Eliasson och Beethovens stråkkvartetter, i bearbetning för stråkorkester. Pianisten Per Tengstrand är solist med orkestern på tre skivor med Mozarts pianokonserter. Camerata Nordica har regelbundet turnerat utomlands, bland annat till England, Polen, Mexiko, Argentina, Brasilien, Spanien och USA.